# چاینامکس

مقایسه کوچک‌ترین جعبه فراگیر چاینامکس با برخی از اندازه‌های دیگر کشتی‌ها در نمای ایزومتریک.

چاینامکس (انگلیسی: Chinamax) یا «چین‌گذر» یک استاندارد برای اندازه‌های کشتی است که به کشتی‌های مطابق این استاندارد اجازه می‌دهد تا در حالی که کاملاً بارگیری شده‌اند از بندرگاه‌های مختلف استفاده کنند. حداکثر اندازه این کشتی‌ها شامل ۲۴ متر (۷۹ فوت) آبخور، ۶۵ متر (۲۱۳ فوت) عرض و ۳۶۰ متر (۱٬۱۸۰ فوت) طول کل می‌شود. نمونه‌ای از کشتی‌هایی با این اندازه، کشتی‌های فله‌بر واله‌مکس هستند.
این استاندارد در ابتدا برای حمل بارهای بسیار بزرگ سنگ آهن به چین از بندرهای برزیلی طراحی شده بود که توسط شرکت معدنی وله اداره می‌شد.
بنادر و زیرساخت‌های «سازگار با استاندارد چین‌گذر» به بنادری گفته می‌شود که چنین کشتی‌هایی می‌توانند به راحتی در آن‌ها پهلو بگیرند. برخلاف ابعاد سوئزگذر و پاناماگذر، استاندارد چاینامکس بر اساس سد سلولی یا کانال‌ها یا پل‌ها تعیین نمی‌شود. این استاندارد بر امکانات بندر متمرکز است و نام آن از حمل‌ونقل‌های خشک‌بار (سنگ معدن) عظیمی که چین از سراسر جهان دریافت می‌کند، گرفته شده است.
در حمل‌ونقل کانتینری، کلاس‌های جدیدی که برای تجارت با چین طراحی شده‌اند، بیشتر بر طول حدود ۴۰۰ متر تمرکز کرده‌اند، که بنادر عمیق کانتینری قادر به ارائه خدمات به این کشتی‌ها هستند.

## نمونه‌ها
- لولابه، کامرون—بندر سنگ آهن.